# Mars-sur-Allier

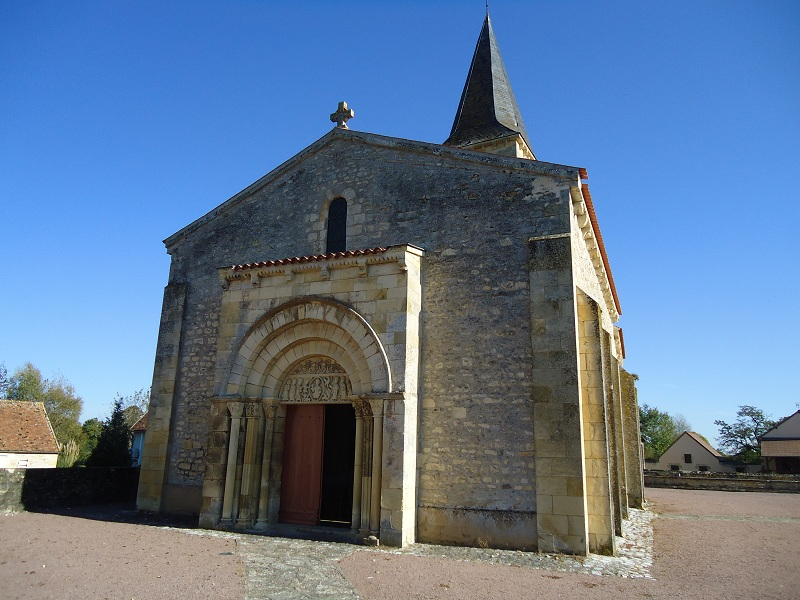
Kerk

Mars-sur-Allier is een gemeente in het Franse departement Nièvre (regio Bourgogne-Franche-Comté) en telt 279 inwoners (2009). De plaats maakt deel uit van het arrondissement Nevers.

## Geografie
De oppervlakte van Mars-sur-Allier bedraagt 21,7 km², de bevolkingsdichtheid is 13,3 inwoners per km².
De onderstaande kaart toont de ligging van Mars-sur-Allier met de belangrijkste infrastructuur en aangrenzende gemeenten.

## Demografie
Onderstaande figuur toont het verloop van het inwonertal (bron: INSEE-tellingen).